# Preussia tetramera
Preussia tetramera är en svampart som tillhör divisionen sporsäcksvampar, och som först beskrevs av S.Iktikhar Ahmed och Roy Franklin Cain, och fick sitt nu gällande namn av Kruys. Preussia tetramera ingår i släktet Preussia, och familjen Sporormiaceae. Arten är reproducerande i Sverige.